# Action (B'z)
Action è il sedicesimo album in studio del gruppo rock giapponese B'z, pubblicato nel 2007.

## Tracce
1. Junjou Action (純情Action?) – 3:05
2. Kuroi Seishun (黒い青春?) – 3:47
3. Super Love Song– 3:59
4. Mangetsu yo Terase (満月よ照らせ?) – 3:59
5. Perfect Life (パーフェクトライフ?) – 3:38
6. Isshinfuran (一心不乱?) – 3:25
7. Friction -Lap2- – 3:05
8. One On One– 4:35
9. Boku ni wa Kimi ga iru (僕には君がいる?) – 5:53
10. Nanto iu shiawase (なんという幸せ?) – 4:59
11. Warui Yume (わるいゆめ?) – 4:34
12. Hometown Boys' March– 4:26
13. Koubou (光芒?) – 4:51
14. Travelin' Men no Theme (トラベリンメンのテーマ?, Toraberinmen no Teema) – 3:09
15. Ore to Omae no Atarashii Kisetsu (オレとオマエの新しい季節?) – 3:30
16. Eien no Tsubasa (永遠の翼?) – 5:10
17. Buddy – 3:27

## Formazione
- Koshi Inaba
- Takahiro Matsumoto